# Velarifictorus nigrithorax
Velarifictorus nigrithorax is een rechtvleugelig insect uit de familie krekels (Gryllidae). De wetenschappelijke naam van deze soort is voor het eerst geldig gepubliceerd in 1962 door Chopard.